# Washingtoni Egyetem Orvostudományi Intézet

A Washingtoni Egyetem Orvostudományi Intézete az intézmény seattle-i campusán működik. Az 1946-ban alapított iskola dékánja Paul G. Ramsey.
Az intézmény a Washington, Wyoming, Alaszka, Montana és Idaho államok részvételével létrejött WWAMI program tagja, melynek részeként az egyetemek hallgatói képzésüket több intézményben töltik.
A U.S. News & World Report alapján az intézmény az általános orvostudományi iskolák és a vidéki orvoslás tekintetében az országban az első helyen áll. 2013 májusában partnerkapcsolatot létesítettek a PeaceHealth kórházfenntartóval; az Amerikai Polgárjogi Unió a lépést kritizálta, mivel szerintük a PeaceHealth „a katolikus erkölcs” szerint, míg a Washingtoni Egyetem az adóbevételekből működik.

## Nevezetes személy
- Benjamin Danielson, gyermekorvos[7]

## Fordítás
- Ez a szócikk részben vagy egészben a  University of Washington School of Medicine című  Wikipédia-szócikk ezen változatának fordításán alapul.  Az eredeti cikk szerkesztőit annak laptörténete sorolja fel. Ez a jelzés csupán a megfogalmazás eredetét és a szerzői jogokat jelzi, nem szolgál a cikkben szereplő információk forrásmegjelöléseként.